# Szafran

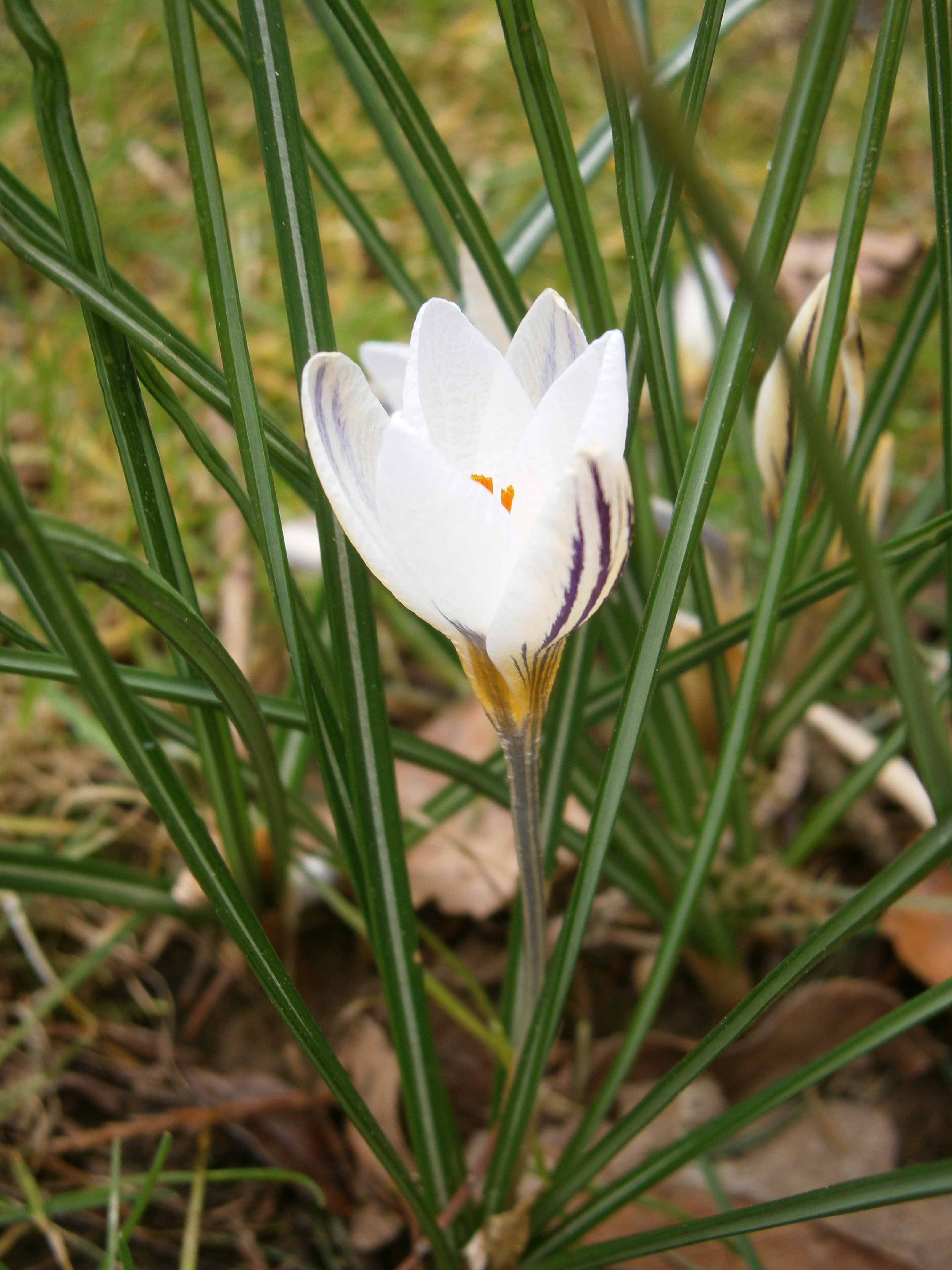
Szafran dwukwiatowy

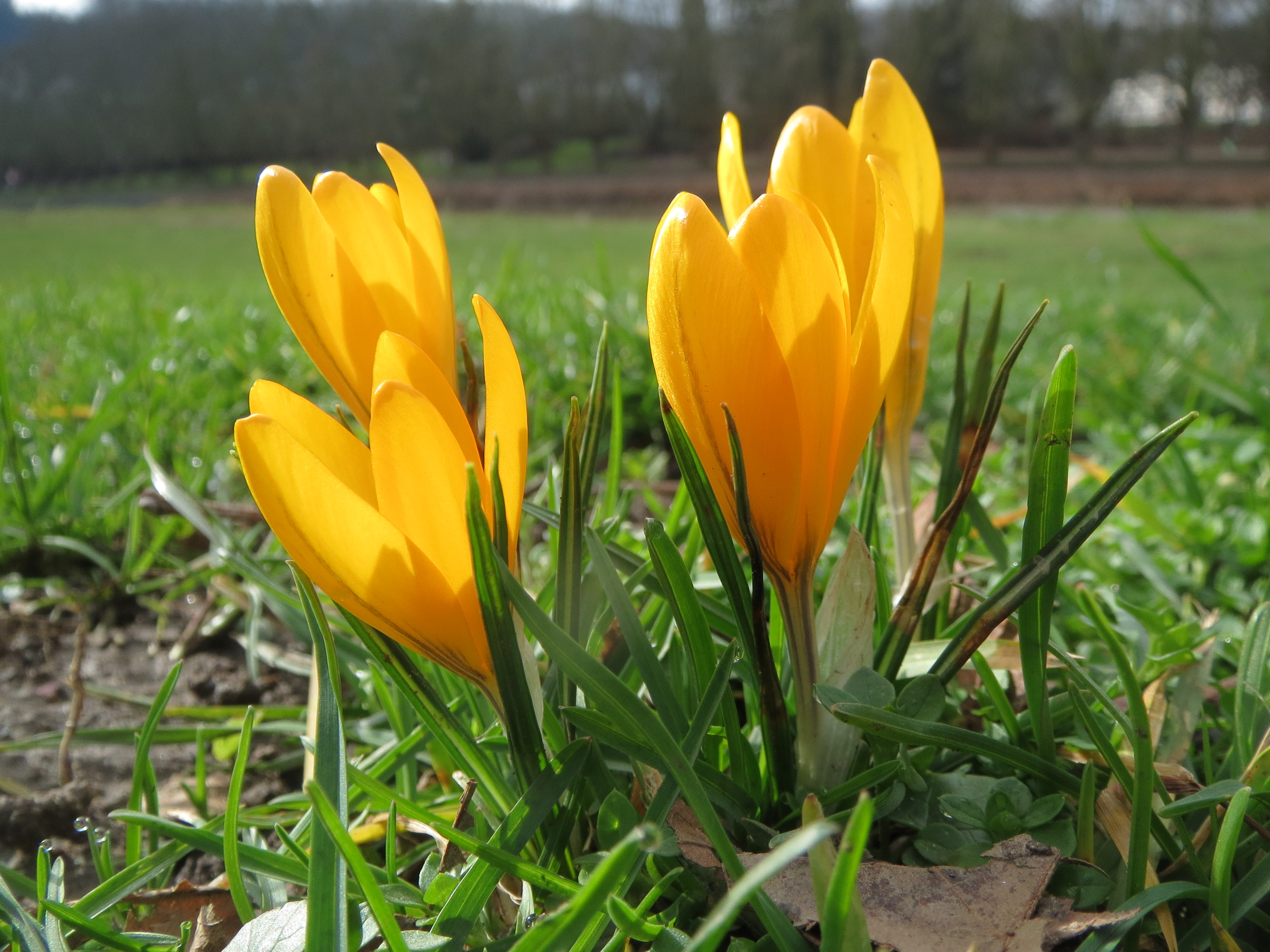
Szafran złocisty

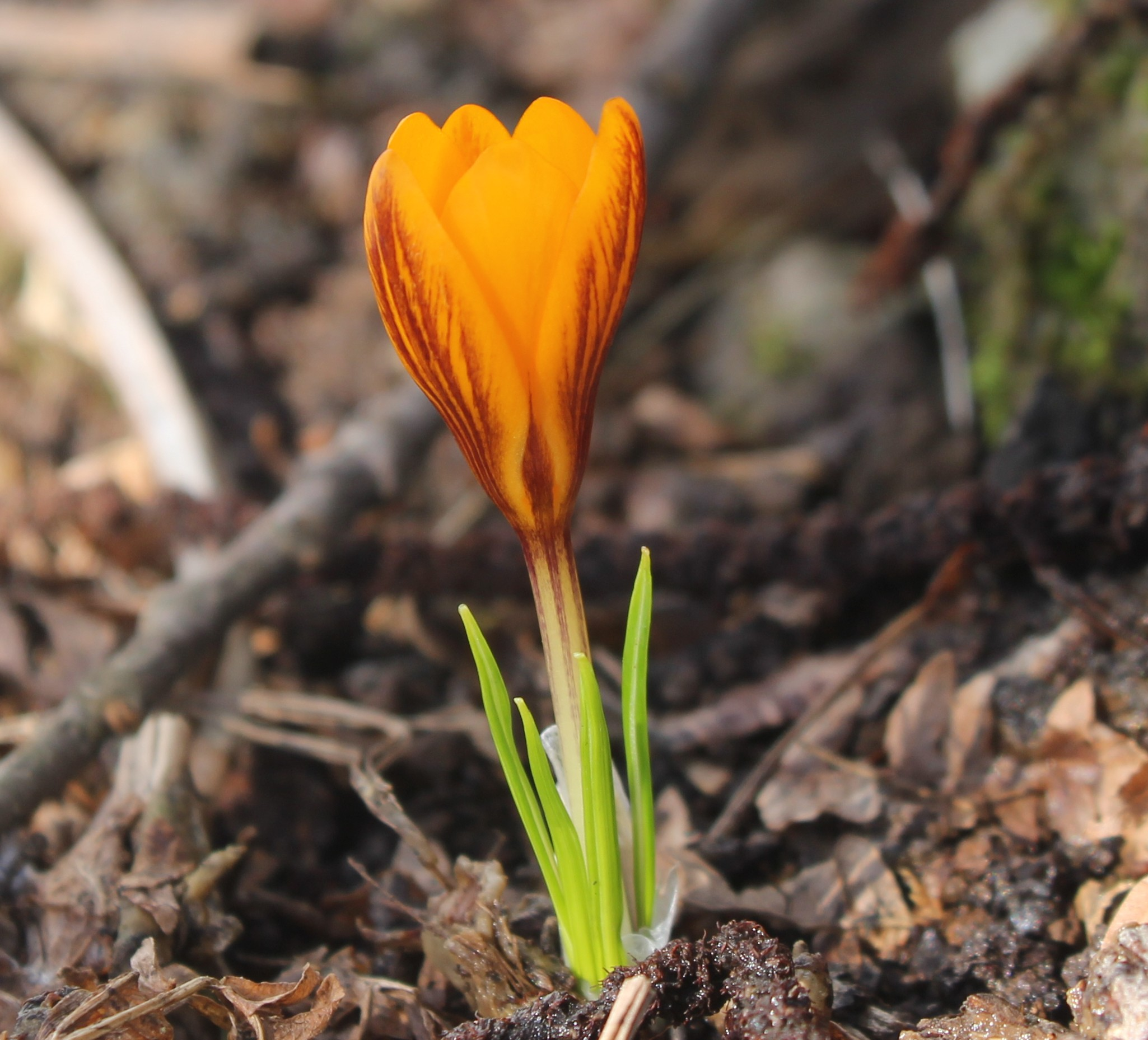
Szafran żółtokwiatowy

Szafran, krokus (Crocus L.) – rodzaj roślin z rodziny kosaćcowatych. Należy do niego około 250 gatunków. Występują one w południowej i środkowej Europie, w krajach basenu Morza Śródziemnego oraz w Zachodniej Azji sięgając na wschodzie po zachodnie Chiny. Do flory Polski należy jeden gatunek rodzimy, opisywany tu zwykle jako szafran spiski lub krokus spiski C. scepusiensis, ale w bazach taksonomicznych traktowany jako podgatunek spiski szafranu Heuffela C. heuffelianus subsp. scepusiensis. Poza tym w Polsce rośnie jako gatunek dziczejący i już zadomowiony szafran wiosenny C. vernus.
Bardzo liczne gatunki, ich mieszańce i odmiany uprawiane są jako rośliny ozdobne.  Szafran uprawny C. sativus jest źródłem szafranu – przyprawy.

## Morfologia

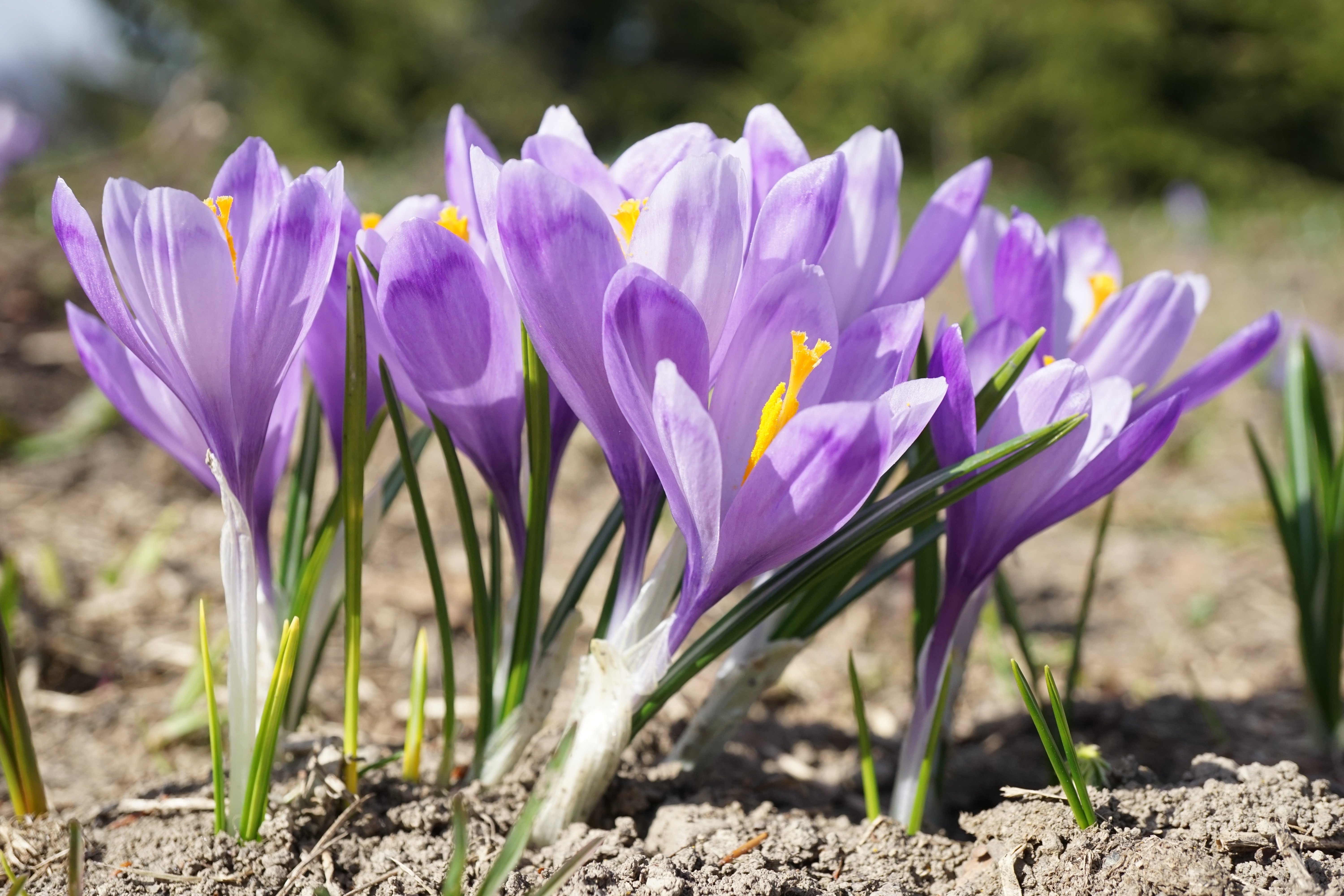
Szafran Heuffela

Część podziemnaKuliste bulwocebule, nieco spłaszczone, pokryte suchymi łuskami.
LiścieKilka wąskich, rynienkowatych liści, które rosną silnie dopiero po kwitnieniu, wyrastają z bulwocebuli.
KwiatyWyrastają także prosto z bulwocebuli. Płatki tylko w górnej części wolne, niżej zrośnięte w rurkę. Kwitnie wczesną wiosną, choć niektóre gatunki (jak szafran okazały) to gatunki jesienne.

## Systematyka

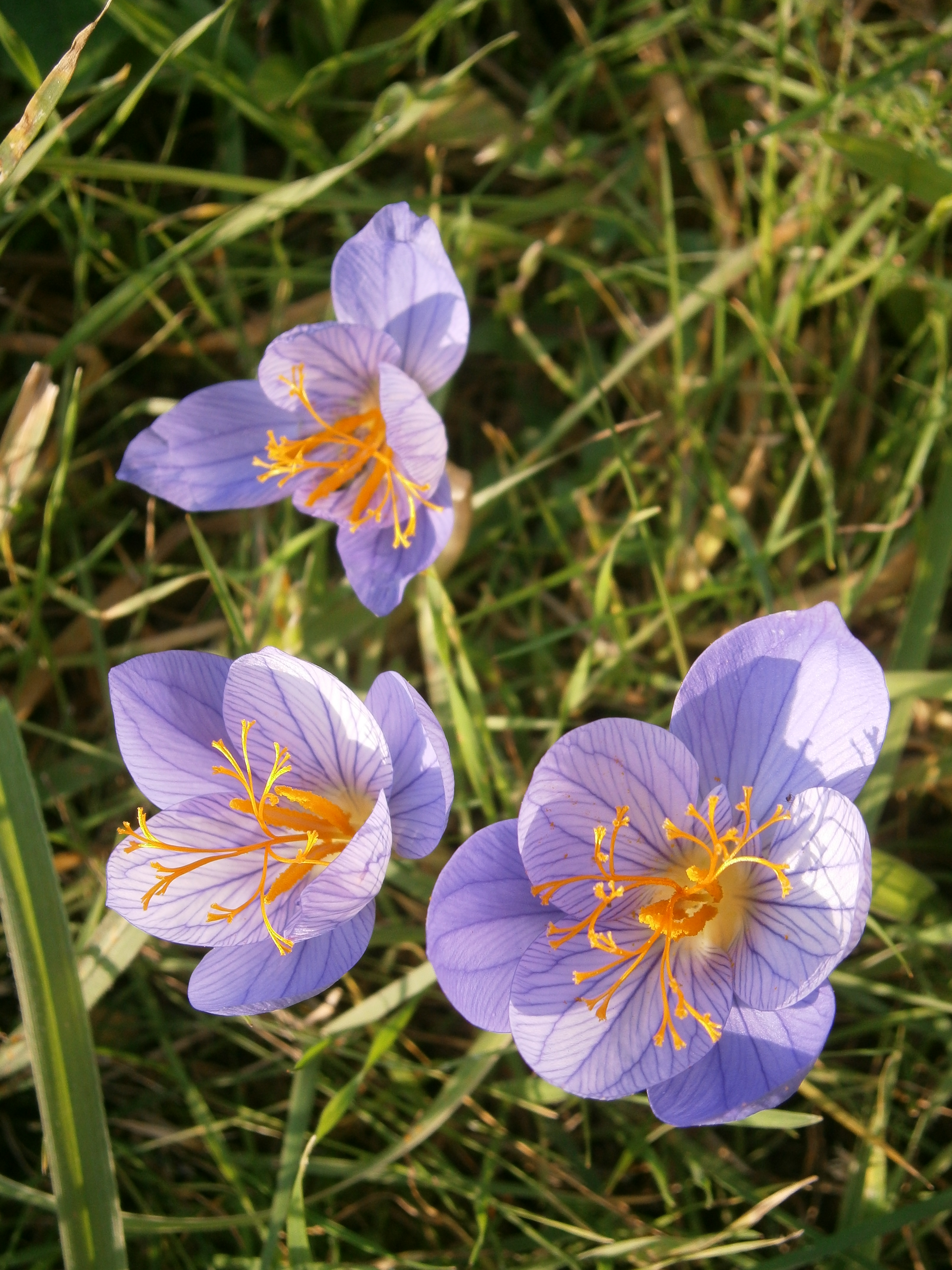
Szafran okazały

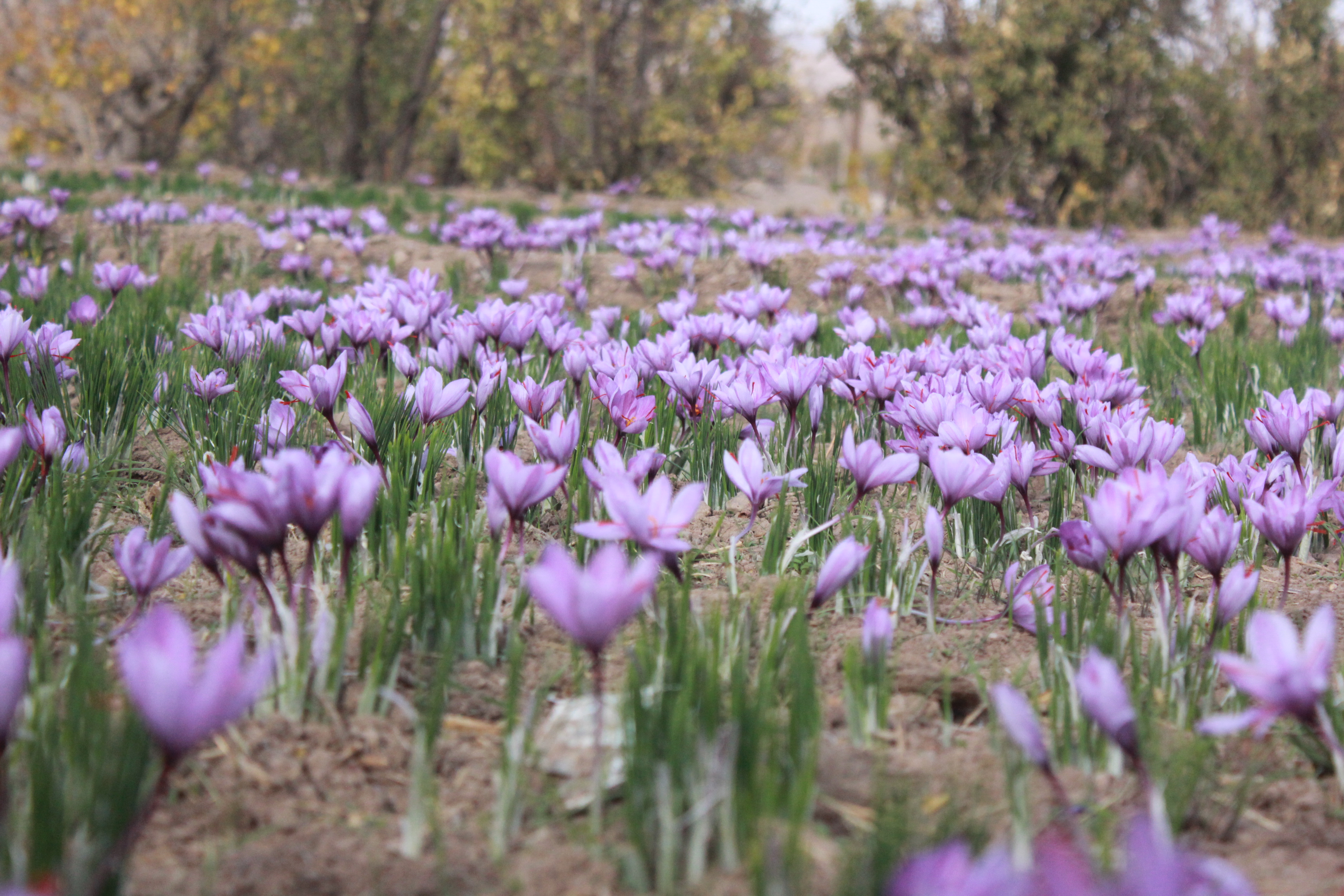
Szafran uprawny

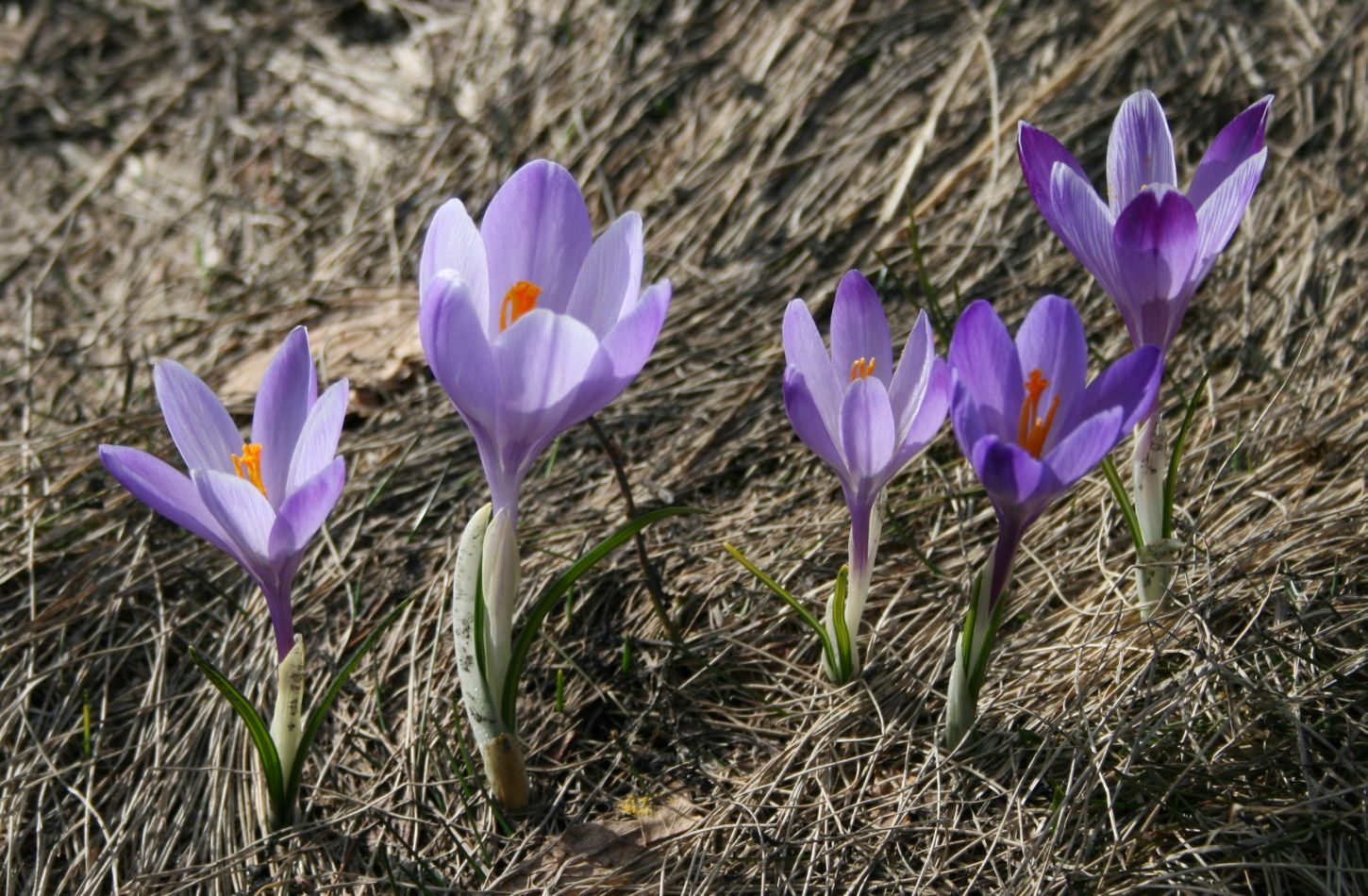
Szafran wiosenny

Pozycja systematyczna według Angiosperm Phylogeny Website
Jeden z rodzajów podrodziny Crocoideae w obrębie kosaćcowatych (Iridaceae) należących do rzędu szparagowców (Asparagales).
Pozycja w systemie Reveala (1993–1999)
Gromada okrytonasienne (Magnoliophyta Cronquist), podgromada Magnoliophytina Frohne & U. Jensen ex Reveal, klasa jednoliścienne (Liliopsida Brongn.), podklasa liliowe (Liliidae J.H. Schaffn.), nadrząd Lilianae Takht., rząd kosaćcowce (Iridales Raf.), podrząd  Iridineae Engl., rodzina kosaćcowate (Iridaceae Juss.), podrodzina Crocoideae Burnett, plemię Croceae Dumort., podplemię Crocinae Benth. & Hook.f., rodzaj szafran (Crocus L.).
Wykaz gatunków
- Crocus abantensis T.Baytop & B.Mathew – szafran abantyjski
- Crocus abracteolus Kernd. & Pasche
- Crocus adami J.Gay
- Crocus adamioides Kernd. & Pasche
- Crocus adanensis T.Baytop & B.Mathew
- Crocus aerius Herb. – szafran spiżowy
- Crocus akdagensis Kernd. & Pasche
- Crocus akkayaensis Kernd. & Pasche
- Crocus alatavicus Regel & Semen. – szafran alatawski
- Crocus albocoronatus (Kernd.) Kernd., Pasche & Harpke
- Crocus aleppicus Baker – szafran alepski
- Crocus alexandri Nicic ex Velen.
- Crocus almehensis C.D.Brickell & B.Mathew
- Crocus ancyrensis (Herb.) Maw – szafran turecki
- Crocus angustifolius Weston – szafran wąskolistny
- Crocus antalyensioides Ruksans
- Crocus antalyensis B.Mathew
- Crocus antherotes Kernd. & Pasche
- Crocus archibaldiorum (Ruksans) Ruksans
- Crocus arizelus Kernd. & Pasche
- Crocus armeniensis Ruksans
- Crocus artvinensis (J.Philippow) Grossh.
- Crocus × asturicus Herb.
- Crocus asumaniae B.Mathew & T.Baytop
- Crocus asymmetricus Erol
- Crocus athous Bornm.
- Crocus atrospermus (Kernd. & Pasche) Kernd. & Pasche
- Crocus atticus (Boiss. & Orph.) Orph.
- Crocus autranii Albov
- Crocus autumnalis Mill. – szafran późny
- Crocus babadagensis Kernd. & Pasche
- Crocus balansae J.Gay ex Maw
- Crocus banaticus J.Gay – szafran banatyjski
- Crocus baytopiorum B.Mathew
- Crocus berytius Kernd. & Pasche
- Crocus beydaglarensis Kernd. & Pasche
- Crocus bifloriformis Kernd. & Pasche
- Crocus biflorus Mill. – szafran dwukwiatowy
- Crocus boissieri Maw
- Crocus bolensis (Ruksans) Ruksans
- Crocus boryi J.Gay
- Crocus boulosii Greuter
- Crocus bowlesianus Kernd. & Pasche
- Crocus brachyfilus I.Schneid.
- Crocus brickellii Ruksans
- Crocus caelestis (Kernd. & Pasche) Kernd., Pasche & Harpke
- Crocus calanthus Kernd. & Pasche
- Crocus cambessedesii J.Gay
- Crocus cancellatus Herb. – szafran kratkowany
- Crocus candidus E.D.Clarke – szafran biały
- Crocus cappadocicus (B.Mathew) Ruksans
- Crocus caricus (Kernd. & Pasche) Kernd., Pasche & Harpke
- Crocus carpetanus Boiss. & Reut.
- Crocus cartwrightianus Herb.
- Crocus caspius Fisch. & C.A.Mey. ex Hohen. – szafran kaspijski
- Crocus chrysanthus (Herb.) Herb. – szafran złocisty
- Crocus clusii J.Gay
- Crocus coloreus Kernd. & Pasche
- Crocus concinnus Kernd. & Pasche
- Crocus corsicus Vanucchi
- Crocus crewei Hook.f.
- Crocus cvijicii Kosanin
- Crocus cyprius Boiss. & Kotschy
- Crocus dalmaticus Vis. – szafran dalmacki
- Crocus damascenus Herb.
- Crocus danfordiae Maw – szafran Danford
- Crocus danubensis Kernd., Pasche, Randjel. & V.Randjel.
- Crocus demirizianus Erol & Can
- Crocus dilekyarensis Ruksans
- Crocus dispathaceus Bowles
- Crocus duncanii Ruksans
- Crocus duplex Weston
- Crocus etruscus Parl. – szafran toskański
- Crocus fauseri Kernd. & Pasche
- Crocus fibroannulatus (Kernd. & Pasche) Kernd., Pasche & Harpke
- Crocus filis-maculatis Kernd. & Pasche
- Crocus flavus Weston – szafran żółtokwiatowy
- Crocus fleischeri J.Gay – szafran Fleischera
- Crocus × fritschii Derganc
- Crocus gargaricus Herb. – szafran gargański
- Crocus geghartii Sosn.
- Crocus gembosii Ruksans
- Crocus georgei Ruksans
- Crocus gilanicus B.Mathew
- Crocus goulimyi Turrill
- Crocus graveolens Boiss. & Reut.
- Crocus gunae Ruksans
- Crocus guneri (Yüzb.) Ruksans
- Crocus hadriaticus Herb.
- Crocus hakkariensis (B.Mathew) Ruksans
- Crocus harpkeae Ruksans
- Crocus hartmannianus Holmboe
- Crocus harveyi Ruksans
- Crocus hatayensis Ruksans
- Crocus haussknechtii (Boiss. & Reut. ex Maw) Boiss.
- Crocus heilbronniorum Erol
- Crocus hellenicus (Ruksans) Ruksans
- Crocus henrikii Ruksans
- Crocus hermoneus Kotschy ex Maw
- Crocus heuffelianus Herb. – szafran Heuffela
- Crocus hittiticus T.Baytop & B.Mathew
- Crocus × hybridus Petrovic
- Crocus hyemalis Boiss. & C.I.Blanche
- Crocus ibrahimii (Ruksans) Ruksans
- Crocus ilgazensis (B.Mathew) Ruksans
- Crocus ilvensis Peruzzi & Carta
- Crocus imperati Ten. – szafran cesarski
- Crocus incognitus Kernd. & Pasche
- Crocus inghamii Ruksans
- Crocus ionopharynx (Kernd. & Pasche) Kernd., Pasche & Harpke
- Crocus iranicus Ruksans
- Crocus isauricus Siehe ex Bowles
- Crocus istanbulensis (B.Mathew) Ruksans
- Crocus jablanicensis Randjel. & V.Randjel.
- Crocus kangalensis Kernd. & Pasche
- Crocus karamanensis Kernd. & Pasche
- Crocus karduchorum Kotschy ex Maw – szafran kurdyjski
- Crocus kartaldagensis Kernd. & Pasche
- Crocus katrancensis Kernd. & Pasche
- Crocus keltepensis Yüzb.
- Crocus kerndorffiorum Pasche
- Crocus kofudagensis Ruksans
- Crocus korolkowii Maw & Regel – szafran Korolkowa
- Crocus kosaninii Pulevic – szafran Kosaniniego
- Crocus kotschyanus K.Koch – szafran Kotschego
- Crocus kurdistanicus (Maroofi & Assadi) Rukans
- Crocus laevigatus Bory & Chaub. – szafran gładki
- Crocus lazicus Boiss.
- Crocus leichtlinii (Dewer) Bowles
- Crocus leucostylosus (Kernd. & Pasche) Kernd., Pasche & Harpke
- Crocus ligusticus Mariotti
- Crocus longiflorus Raf. – szafran długokwiatowy
- Crocus lyciotauricus Kernd. & Pasche
- Crocus lycius (B.Mathew) Ruksans
- Crocus lydius Kernd. & Pasche
- Crocus macedonicus Ruksans
- Crocus malatyensis Kernd. & Pasche
- Crocus malyi Vis.
- Crocus marasensis Kernd. & Pasche
- Crocus mathewii Kernd. & Pasche
- Crocus mawii Kernd. & Pasche
- Crocus mazziaricus Herb.
- Crocus mediotauricus Kernd. & Pasche
- Crocus melantherus Boiss. & Orph. ex Maw
- Crocus mersinensis Kernd. & Pasche
- Crocus michelsonii B.Fedtsch.
- Crocus micranthus Boiss.
- Crocus minimus Redouté – szafran drobny
- Crocus minutus Kernd. & Pasche
- Crocus moabiticus Bornm.
- Crocus mouradi Whittall
- Crocus muglaensis Ruksans
- Crocus multicostatus Kernd. & Pasche
- Crocus munzurense Kernd. & Pasche
- Crocus musagecitii Erol & Yildirim
- Crocus mysius Kernd. & Pasche
- Crocus naqabensis Al-Eisawi & Kiswani
- Crocus neapolitanus (Ker Gawl.) Loisel.
- Crocus neglectus Peruzzi & Carta
- Crocus nerimaniae Yüzb.
- Crocus nevadensis Amo & Campo
- Crocus nivalis Bory & Chaub.
- Crocus niveus Bowles – szafran śnieżny
- Crocus novicii V.Randjel. & Miljkovic
- Crocus nubigena Herb.
- Crocus nudiflorus Sm. – szafran nagokwiatowy
- Crocus ochroleucus Boiss. & Gaill. – szafran bladożółty
- Crocus olivieri J.Gay – szafran Oliviera
- Crocus oreocreticus B.L.Burtt
- Crocus oreogenus Kernd. & Pasche
- Crocus orphei Karampl. & Constantin.
- Crocus pallasii Goldb.
- Crocus pamphylicus (B.Mathew) Ruksans
- Crocus paschei Kernd.
- Crocus × paulineae Pasche & Kerndorff
- Crocus pelistericus Pulevic
- Crocus pelitensis Kernd. & Pasche
- Crocus pestalozzae Boiss.
- Crocus ponticus Kernd. & Pasche
- Crocus pseudonubigena (B.Mathew) Kernd., Pasche & Harpke
- Crocus pulchellus Herb. – szafran wspaniały
- Crocus pulchricolor (Herb.) Herb. ex Tchich.
- Crocus pumilus (Ruksans) Ruksans
- Crocus punctatus (B.Mathew) Kernd., Pasche & Harpke
- Crocus puringii Ruksans
- Crocus randjeloviciorum Kernd., Pasche, Harpke & Raca
- Crocus rechingeri Kernd. & Pasche
- Crocus reinhardii Ruksans
- Crocus reticulatus Steven ex Adam – szafran żyłkowany
- Crocus rhodensis Ruksans
- Crocus robertianus C.D.Brickell
- Crocus romuleoides Kernd. & Pasche
- Crocus rujanensis Randjel. & D.A.Hill
- Crocus ruksansii Zubov
- Crocus sakaltutanensis Ruksans
- Crocus sakariensis (Ruksans) Ruksans
- Crocus salurdagensis Kernd. & Pasche
- Crocus salzmannii J.Gay
- Crocus sanandajensis Kernd. & Pasche
- Crocus sarichinarensis (Ruksans) Ruksans
- Crocus sativus L. – szafran uprawny
- Crocus scardicus Kosanin – szafran skardyjski
- Crocus scharojanii Rupr. – szafran Scharojana
- Crocus schneideri Kernd. & Pasche
- Crocus seisumsiana Ruksans
- Crocus siculus Tineo
- Crocus sieberi J.Gay – szafran Siebera
- Crocus sieheanus Barr ex B.L.Burtt
- Crocus simavensis Kernd. & Pasche
- Crocus sipyleus (F.Candan & Özhatay) Ruksans
- Crocus sivasensis Kernd. & Pasche
- Crocus sozenii Ruksans
- Crocus speciosus M.Bieb. – szafran okazały
- Crocus stevensii Ruksans
- Crocus striatulus Kernd. & Pasche
- Crocus stridii Papan. & Zacharof
- Crocus suaveolens Bertol.
- Crocus suworowianus K.Koch
- Crocus tahtaliensis Kernd. & Pasche
- Crocus taseliensis Kernd. & Pasche
- Crocus tauri Maw
- Crocus tauricus (Trautv.) Puring
- Crocus terzioghlui Erol
- Crocus thirkeanus K.Koch
- Crocus thomasii Ten. – szafran Thomasa
- Crocus thracicus Yüzb. & Aslan
- Crocus tommasinianus Herb. – szafran Tommasiniego
- Crocus tournefortii J.Gay
- Crocus tuna-ekimii Yüzb.
- Crocus turcicus (B.Mathew) Ruksans
- Crocus uschakensis Ruksans
- Crocus vaclavii Ruksans
- Crocus vallicola Herb.
- Crocus variegatus Hoppe & Hornsch.
- Crocus veluchensis Herb.
- Crocus veneris Tapp. ex Poech
- Crocus vernus (L.) Hill – szafran wiosenny
- Crocus versicolor Ker Gawl.
- Crocus vitellinus Wahlenb. – szafran Vitellina
- Crocus wattiorum (B.Mathew) B.Mathew
- Crocus weldenii Hoppe & Fürnr.
- Crocus xantholaimos (B.Mathew) Ruksans
- Crocus xanthosus Kernd. & Pasche
- Crocus yakarianus Yildirim & Erol
- Crocus yalovensis Ruksans
- Crocus yaseminiae Erol
- Crocus yataganensis (Kernd. & Pasche) Kernd., Pasche & Harpke
- Crocus youngiorum Ruksans & Zetterl.
- Crocus zagrosensis Kernd. & Pasche
- Crocus zanjanensis Kernd. & Pasche
- Crocus zetterlundii Ruksans
- Crocus ziyaretensis Kernd. & Pasche
- Crocus zubovii Ruksans

## Zastosowanie
- Roślina ozdobna: uprawianych jest około 30 gatunków. Nadają się do ogródków skalnych, na rabaty i obrzeża rabat. Mogą być również uprawiane w kępach na trawniku i pędzone w szklarni.

- Roślina przyprawowa: Od wieków też hoduje się szafran uprawny (Crocus sativus). Wysuszone znamiona szafranu uprawnego używane są jako przyprawa. Ten żółty proszek jest najdroższą przyprawą na świecie. Na zebranie 1 kg znamion potrzeba 150 tys. kwiatów szafranu uprawnego.
- Sztuka kulinarna: Szafran barwi potrawy na żółto. Zbyt duża ilość szafranu sprawia, że potrawa staje się gorzka. Szafran najczęściej stosuje się do przyprawiania ryżu, owoców morza, zup i ciast. Dobrze komponuje się z bazylią i oregano. W Polsce sławne były ongiś tzw. „baby szafranowe”, czyli puszyste ciasta drożdżowe, zabarwione na żółto szafranem.
- Jako afrodyzjak stosowany był przez Asyryjczyków, Fenicjan, Greków, Arabów, a nawet Brytyjczyków, którzy od XIV w. hodowali go w Saffron Walden.
- Jako barwnik organiczny stosowany już w starożytnej Grecji i Rzymie, także w Chinach.

## Uprawa
- Wymagania. Krokusy są łatwe w uprawie i nie mają specjalnych wymagań. Najlepiej rosną na próchniczno-piaszczystej glebie w pełnym słońcu[12].
- Rozmnażanie. Rozmnażają się wegetatywnie przez bulwocebule powstające u podstawy łodygi, powszechnie, choć nieprawidłowo, określane mianem cebulek. Najlepiej sadzić je we wrześniu-październiku, w drugim roku po oborniku[12]. Najlepiej sadzić po 3–5 bulw na głębokość 5–10 cm w odstępach około 5 cm[12]. Raz zasadzone bulwki krokusów pozostają w tym samym miejscu przez kilka-kilkanaście lat, gdy nadmiernie się zagęszczą trzeba je rozsadzić. Niektóre gatunki (szczególnie tzw. botaniczne) można uprawiać także z nasion, jednakże trzeba od wysiewu czekać 3 lata na ich zakwitnięcie[10].

## Obecność w kulturze i symbolice
Według mitologii greckiej Krokos (Crocus) był młodzieńcem, który został zamieniony w szafran (krokus).
Krokus jest też symbolem trzeźwości (abstynencji).